# 貴族院議長 (イギリス)
貴族院議長（英: Lord Speaker）は、イギリスの貴族院の議長。
2005年の憲法改革法により貴族院議長の役割を果たさなくなった大法官に代わって2006年に新設された。

## 歴史
中世から2006年まで貴族院議長の役割は大法官 （Lord Chancellor） が果たした。しかし2005年の憲法改革法によって大法官の地位が変更され、貴族院議長の役割を喪失し、代わって貴族院議長（Lord Speaker）が設置されることになった。
貴族院議長は貴族院議員の互選によって選出される。貴族院議長の任期は5年であり、2期まで務めることができる。貴族院議長は党派的行動を取らないことが期待され、政党に所属していた場合、互選時に無所属となる。貴族院議長は庶民院議長と異なり、討論に参加したり、院の秩序を保つ権利を有さない（院の秩序を維持する権利は院全体が有する）。補佐役として20人から25人程度の副議長が置かれる。
最初の貴族院議長選挙は2006年6月28日に実施され、労働党の一代貴族ヘイマン女男爵ヘレン・ヘイマンが当選し、同年7月4日に就任した。
ヘイマン女男爵の5年の任期が切れた後、2011年7月13日に2度目の貴族院議長選挙が実施され、中立派（クロスベンチャー）の一代貴族デ・スーザ女男爵フランセス・デ・スーザが当選し、同年9月5日に就任した。2016年6月13日の貴族院議長選挙で一代貴族ファウラー男爵ノーマン・ファウラーが当選した。2021年4月13日から15日にかけて行われた貴族院議長選挙で一代貴族のアルクルーイスのマクフォール男爵ジョン・フランシス・マクフォールが当選。

## 貴族院議長一覧
| 代 | 写真 | 爵位 氏名 (生没年)                                                        | 貴族の分類 | 在任期間                     | 以前の所属政党 | 以前の所属政党   |
| -- | ---- | ------------------------------------------------------------------------- | ---------- | ---------------------------- | -------------- | ---------------- |
| 1  |      | ヘイマン女男爵 ヘレン・ヘイマン (1949–)                                   | 一代貴族   | 2006年7月4日 - 2011年8月31日 |                | 労働党           |
| 2  |      | デ・スーザ女男爵 フランセス・デ・スーザ (1944–)                           | 一代貴族   | 2011年9月5日 - 2016年8月31日 |                | クロスベンチャー |
| 3  |      | ファウラー男爵 ノーマン・ファウラー (1938–)                               | 一代貴族   | 2016年9月1日 - 2021年4月30日 |                | 保守党           |
| 4  |      | アルクルーイスのマクフォール男爵 ジョン・フランシス・マクフォール (1944–) | 一代貴族   | 2021年5月1日 - 現職          |                | 労働党           |